# Steggoa pacifica
Steggoa pacifica är en ringmaskart som beskrevs av Imajima 1964. Steggoa pacifica ingår i släktet Steggoa och familjen Phyllodocidae. Inga underarter finns listade i Catalogue of Life.